# Пляшов
Пляшов (рум. Pleașov) — село у повіті Телеорман в Румунії. Входить до складу комуни Саєлеле.
Село розташоване на відстані 125 км на південний захід від Бухареста, 48 км на захід від Александрії, 91 км на південний схід від Крайови.

## Населення
За даними перепису населення 2002 року у селі проживали 1027 осіб, усі — румуни. Усі жителі села рідною мовою назвали румунську.